# Gustavo Madero Muñoz

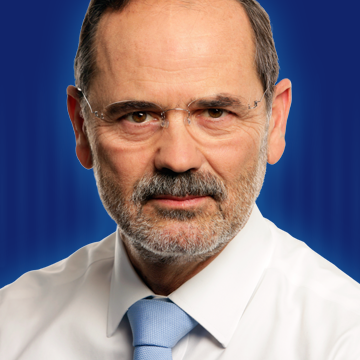
Gustavo Madero Muñoz in 2014

Gustavo Enrique Madero Muñoz (Chihuahua, 16 december 1955) is een Mexicaans politicus en ondernemer. Hij was voorzitter van de Nationale Actiepartij (PAN) en voorzitter van de Senaat.

## Familie en opleiding
De grootvader van Madero, Evaristo Madero González, was de jongste broer van Francisco I. Madero en Gustavo A. Madero.
Madero studeerde communicatiewetenschap aan het Instituut voor Technologie en Hogere Studies van het Westen. Na zijn studie was hij actief als ondernemer en werd hij vicevoorzitter van werkgeversorganisatie COPARMEX in zijn thuisstaat Chihuahua.

## Politieke carrière
Onder gouverneur Francisco Barrio Terrazas was hij directeur van het plannings- en evaluatieinstituut van Chihuahua en in 2001 deed hij vergeefs een gooi naar het burgemeesterschap van zijn geboorteplaats.
In 2003 werd hij in de Kamer van Afgevaardigden gekozen en in 2006 werd Madero tot senator gekozen. Op 9 juni 2008 werd hij benoemd tot fractievoorzitter van de PAN, als opvolger van de afgezette Santiago Creel. Voor het parlementaire jaar 2008-2009 was hij voorzitter van de Senaat.
Madero werd in november 2010 tot partijvoorzitter gekozen en zou dat met korte tussenpozen blijven tot augustus 2015. In deze periode verloor de partij de presidentsverkiezingen van 2012.
In 2015 werd Madero verkozen als afgevaardigde voor Chihuahua. Kort daarop vroeg hij verlof als kamerlid om coördinator van het kabinet van de gouverneur van Chihuahua te worden. In 2018 werd Madero verkozen tot senator. In 2020 vroeg hij verlof om zich kandidaat te stellen voor de post van gouverneur van Chihuahua bij de verkiezingen van 2021.